# Sellin
Sellin är en kommun och badort på den tyska ön Rügen i Mecklenburg-Vorpommern. Sellin har cirka 2 700 invånare. På sommaren är Sellin en populär turistort och staden tar årligen emot badgäster från hela Nordeuropa.
Kommunen ingår i kommunalförbundet Amt Mönchgut-Granitz tillsammans med kommunerna Baabe, Göhren, Lancken-Granitz, Mönchgut och Zirkow.

## Geografi

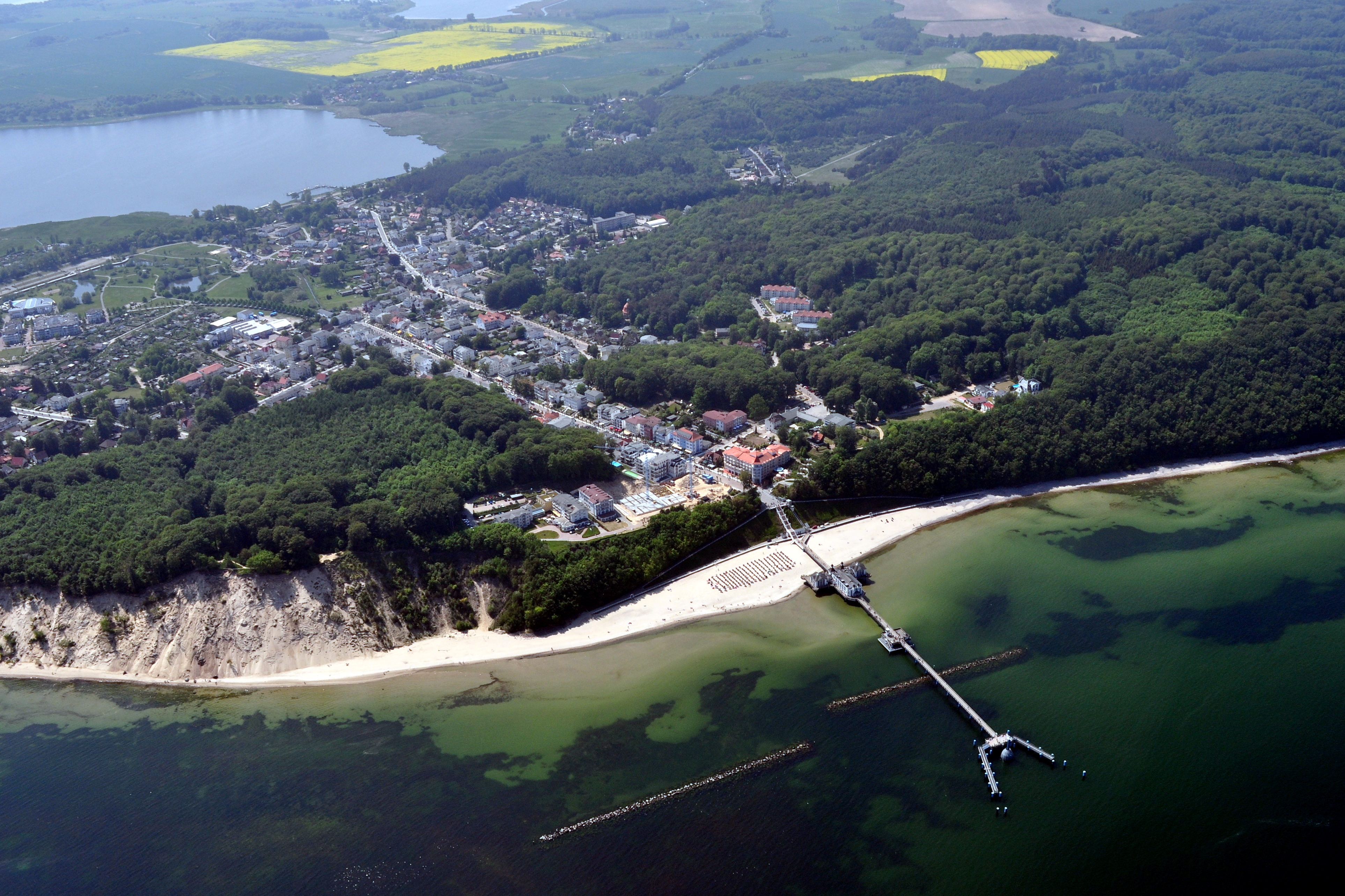
Sellin 2011

Badorten Sellin ligger öster om en vidsträckt skog (Granitz) utmed kusten i anslutning till halvön Mönchgut i sydöstra delen av Rügen. Speciellt för Sellin är, att samhället inte bara ligger vid Östersjön utan också vid strandsjön Selliner See, som på Mönchguts västsida står i förbindelse med Greifswalds strandsjö via bukten Having. Vid sidan av Binz och Göhren räknas Sellin till de mest framträdande badorterna på Rügen.
Kommunen består, förutom Sellin, av distrikten Altensien, Moritzdorf, Neuensien och Seedorf.

## Historia
Orten Sellin omnämndes för första gången 1295 som ”Zelinische beke” i urkunderna. Namnet härleds från den slaviska ordstammen ”Zelino”, som betyder: Grönt land. ”Beke” - eller ”Bach” (bäck), visar på ett tyskt ursprung.
Under århundraden tillhörde byn drotten och sedermera fursten av Putbus.
Sellin var fram till 1326 en del av Furstendömet Rügen och hörde därefter till hertigdömet Pommern. Genom Westfaliska freden 1648 blev Rügen och således också Sellin en del av svenska Pommern. Genom freden 1815 överfördes Sellin som en del av Nya Pommern till den preussiska provinsen Pommern. Efter 1880 utvecklades orten snabbt till en mondän badort med varmbadhus, tennisplats och parkanläggning med springbrunn. Mellan 1896 och 1912 byggdes praktfulla villor i den typiska badortsarkitekturstilen, som fortfarande bidrar till den speciella tjusningen med badorten. 1912 uppfördes den protestantiska kyrkan och samma år invigdes också den katolska kyrkan.
1953 ägde - liksom i andra östersjöbadorter på DDR:s område - den s.k. "Aktion Rose" rum. Denna syftade till att genom fördrivningar, omflyttningar och arresteringar av privata hotell- och pensionatsägare avhända dem deras egendom, som sedan övertogs av staten. Detta ledde under nästan 40 år till en grundläggande ändring av egendomsstrukturen.
Efter den politiska återföreningen 1989 förnyades till stora delar ortens byggnadssubstans. Från 1992 uppfördes på nytt Sellins havsbrygga, som invigdes officiellt 2 april 1998.
I Sellins sydöstra delar uppstod under 1990-talet ett nytt bostadsområde, där nästan uteslutande semesterlägenheter byggdes. Dessa byggnaders storlek och antal står idag i kontrast till badortens tidigare historiska byggnadsbestånd.

### Befolkningsutveckling
Befolkningsutveckling  i Sellin
Källa:

## Kultur och sevärdheter

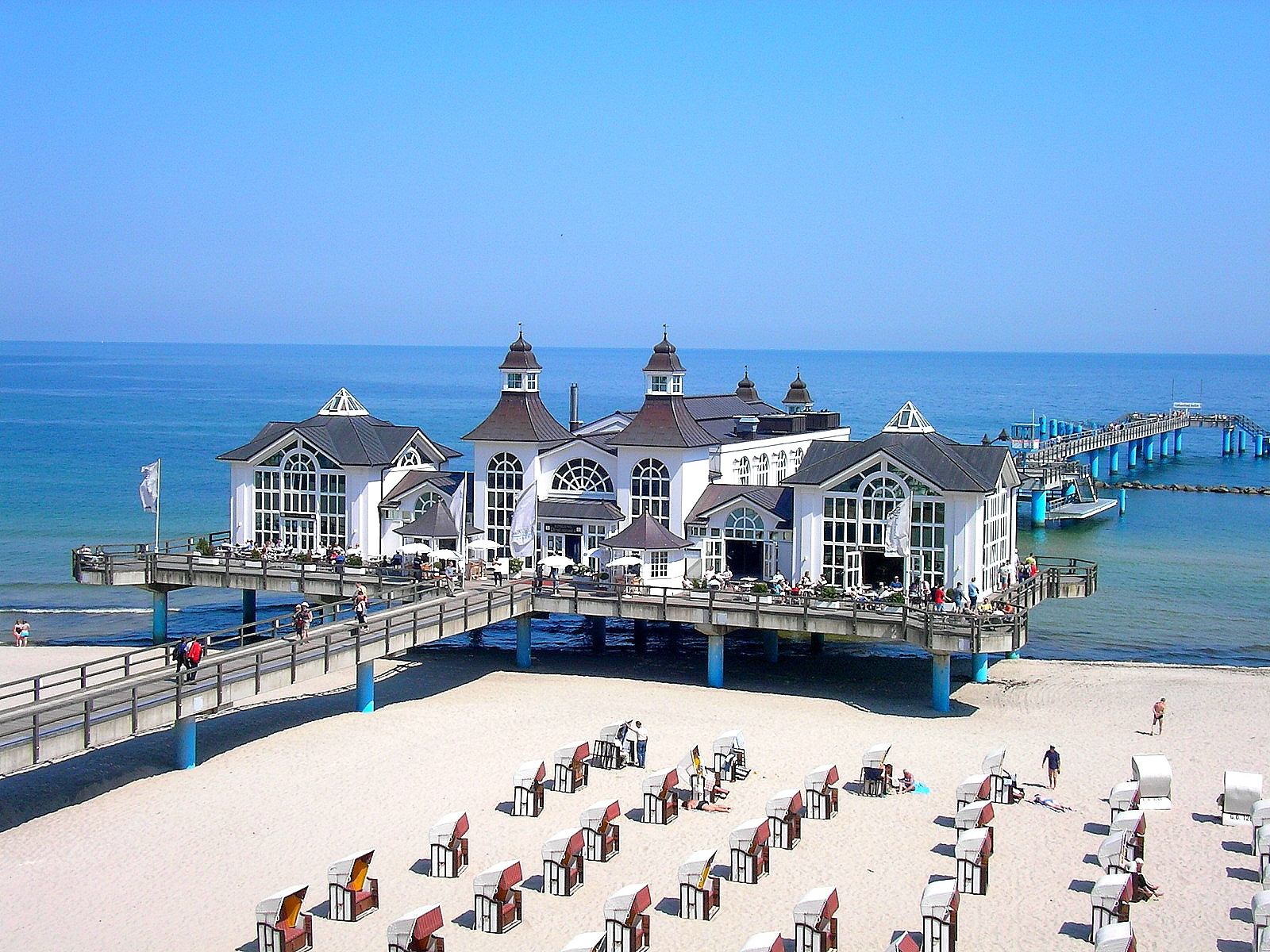
Sellins havsbrygga

De ståtliga byggnaderna utmed Wilhelmstrasse härstammar från tiden omkring 1900 och är uppförda i den s.k. badortsarkitekturstilen. Strax efter återföreningen ställdes de eleganta husen under kulturminnesvård och utgör nu en av de vackraste, sammanhörande enheterna i den historiska byggnadsstilen på Rügen. Gatan leder fram till den 30 m höga branta kusten, där man med hjälp av hiss eller en brant trappa kan nå Sellins havsbrygga eller promenaden på sydstranden.
Sellin har idag Rügens längsta havsbrygga (394 m). Sedan 1991 har ortens historiska kärna blivit grundligt sanerad och ortsbilden har starkt förbättrats.
Andra sevärdheter är Galleri Hartwich i gamla brandkårshuset, bärnstensmuseet med tillhörande verkstad, liksom den protestantiska "Gnadenkirche". Bärnstensmuseet finns sedan 1999 och är det enda bärnstensmuseet på Rügen.
Till Sellins område hör också den i Granitz belägna "Svarta sjön", ett reservat, som i största utsträckning skall skyddas från mänskligt ingripande.

## Kommunikationer
Sellin ligger utmed riksväg 196, som utgör förbindelsen mellan Bergen auf Rügen och Göhren (Rügen).

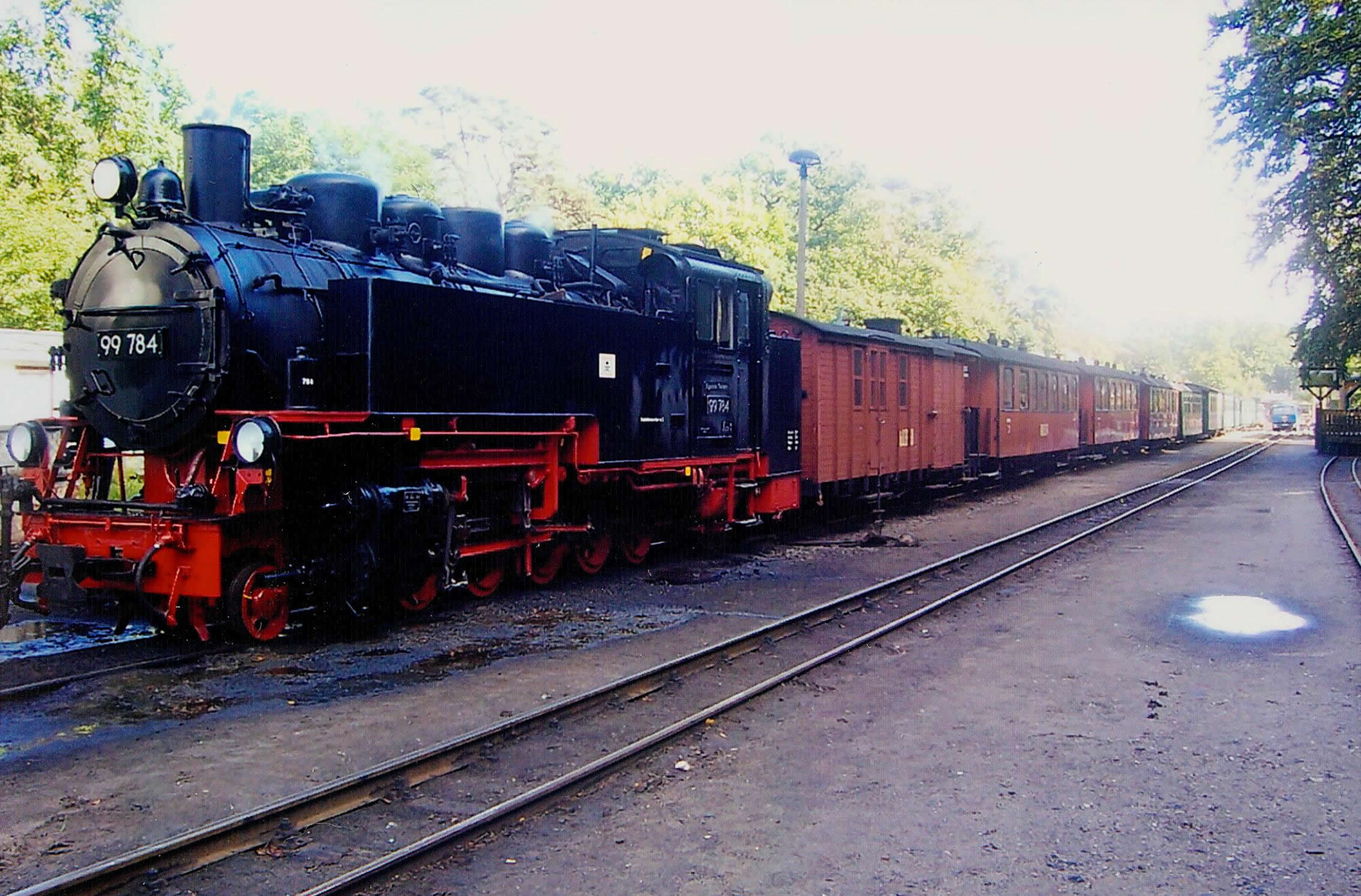
Rasender Roland på Rügen

Med tåg kan man nå Sellin på den smalspåriga järnvägen Rasender Roland, som trafikerar sträckan mellan Putbus och Göhren. Sommartid körs tåget varje timme och medför även vagn för cykeltransporter. I Sellin finns två stationer.
Med hjälp av allmänna kommunikationer kan man med olika busslinjer nå så gott som alla platser på ön.
I Sellin finns också ett speciellt "badortståg", som förbinder den vidsträckta orten med stranden samt en lokalbuss, som säkrar förbindelsen med de olika ortsdelarna. Båda dessa samfärdsmedel kan utnyttjas gratis mot uppvisande av ortens speciella kurkort.
Med båt kan man företa resor från havsbryggan till kritklipporna och de angränsande havsbadorterna.